# Санта-Франческа-Романа
Базилика Санта-Франческа-Романа, также известная как Санта-Мария-Нова (итал. La basilica di Santa Francesca Romana, Santa Maria Nova) — титулярная католическая церковь на Римском форуме, которая с 1352 года находится в распоряжении бенедиктинской конгрегации оливетанцев. Расположена напротив древнеримского Колизея, рядом с Базиликой Максенция. В этой церкви похоронен папа Григорий XI.

## История
Первая церковь была построена по заказу папы Павла I в середине VIII века на месте существовавшего ещё ранее небольшого оратория, окружённого руинами античного Храма Венеры и Ромы. Во II-й половине X века ораторий был встроен в ныне существующую церковь, которая получила посвящение Святой Деве Марии и название Санта-Мария-Нова (Святой Марии Новой), чтобы отличать её от другой церкви на Римском форуме с таким же посвящением — Санта-Мария-Антиква (Святой Марии Старой).
В Новую церковь были перемещены святыни из разрушенной землетрясением церкви Санта-Мария-Антиква. Место, где расположена церковь, по преданию, было местом смерти Симона Волхва. Согласно легенде, Симон Волхв (маг и волшебник), желая продемонстрировать, что он обладает силами, превосходящими силы апостолов Петра и Павла из Тарса, поднялся в воздух перед двумя святыми, молитвами которых он был низвергнут и разбился насмерть.
Папа Гонорий II распорядился перестроить храм с добавлением кампанилы (колокольни) и мозаики в апсиде с изображением Маэсты. Когда антипапа Анаклет II подчинил себе все приходы Рима, в церкви Санта-Франческа-Романа папой был избран Иннокентий II. Позднее, в связи с канонизацией в 1608 году папой Павлом V (1605—1621) Франциски Римской, мощи которой были перенесены в храм, он был переосвящён в честь этой святой. Здесь же нашёл упокоение вернувшийся в Рим после Авиньонского пленения понтифик Григорий XI.
В 1798 году в ходе вторжения Первой Французской республики бронзовая статуя Святой Франциски была изъята и уничтожена. Мраморную копию в 1866—1869 годах сделал скульптор Джозуэ Мели. В 1649 году тело Франциски Римской было помещено у алтаря в саркофаге, украшенном орнаментами.
Когда в 1870 году Рим был завоеван и стал столицей Королевства Италии, новое унитарное государство экспроприировало различную церковную собственность, включая присоединенный к церкви монастырь оливетанов (в настоящее время монахам принадлежит лишь небольшая часть древнего религиозного сооружения). В этих помещениях в начале XX века археолог Джакомо Бони создал «Экспертизу древностей» (Antiquarium Forense) для демонстрации находок, найденных во время раскопок Форума.

## Архитектура и произведения искусства
В 1614—1615 годах на средства кардинала Паоло Эмилио Сфондрати, племянника папы Григория XIV по проекту Карло Ламбарди были возведены новый фасад и новый портал из травертина. 2 апреля 1638 года с разрешения папы Урбана VIII (1623—1644) были открыты мощи Франциски Римской, похороненной 12 марта 1440 года под алтарём. Папа Урбан VIII оплатил в 1644 году монументальную скульптурную композицию «Исповедь святой Франциски Римской» работы Джованни Лоренцо Бернини. Она заняла пространство под алтарём между нефом и пресбитерием, ограниченным по всему периметру изогнутыми боковыми лестницами, оградой и балюстрадой. Так же как в церкви Санта-Мария-ин-Виа-Лата (1636—1643) для пола был выбран трёхцветный мрамор.
Интерьер церкви имеет один неф с боковыми капеллами, но он подвергался перестройкам, начиная с 1595 года. В середине нефа находится прямоугольная кафедра старой церкви, покрытая мозаикой в стиле косматеско. Среди алтарных образов есть работы Пьетро Тедески, Падре Поцци и Сублейраса. Мозаика апсиды и триумфальной арки в византийском стиле датируется IX веком, периодом строительства базилики.
Икона Богоматери Одигитрии (Путеводительницы) в главном алтаре принадлежит тосканской школе XII века и происходит из церкви Санта-Мария-Антиква. В сакристии хранится драгоценная икона «Мадонна Гликофилуса» (Сладколюбящая), возможно, итало-критской школы начала V века, также перенесённая из церкви Санта-Мария-Антиква. В сакристии также хранится образ Пресвятой Троицы с блаженным Бернардо Толомеи и ангелами, написанный Джачинто Бранди между 1665 и 1670 годами.
В правом трансепте установлено надгробие папы Григория XI, который вернул папство в Рим из Авиньона. Это работа Пьетро Паоло Оливьери (1584). Памятник состоит из центрального барельефа, изображающей возвращение понтифика из Авиньона в Рим 17 января 1377 года в архитектоническом обрамлении.
В церкви в 1427 году был похоронен художник Джентиле да Фабриано, но от его захоронения не сохранилось никаких следов. Однако в 1950-х годах на полу нефа была установлена мемориальная доска в память о захоронении художника из Фабриано внутри базилики.
В центральном нефе сохранилась облицованная яшмой исповедальня — работа Бернини.
Среди других произведений искусства выделяются «Чудо святого Бенедикта» — картина XVIII века Пьера Сюблейраса, которая также находится в сакристии, а также фреска на своде первой капеллы справа (значительно разрушенная) с изображениями Учителей Церкви, она приписывается работе Мелоццо да Форли.

## Титулярная церковь
Церковь Санта-Мария-Нуова является титулярной церковью, кардиналом-священником с титулом церкви Санта-Мария-Нуова с 28 июня 1991 года по 27 мая 2022 года, до своей смерти, являлся итальянский кардинал Анджело Содано.

## Галерея

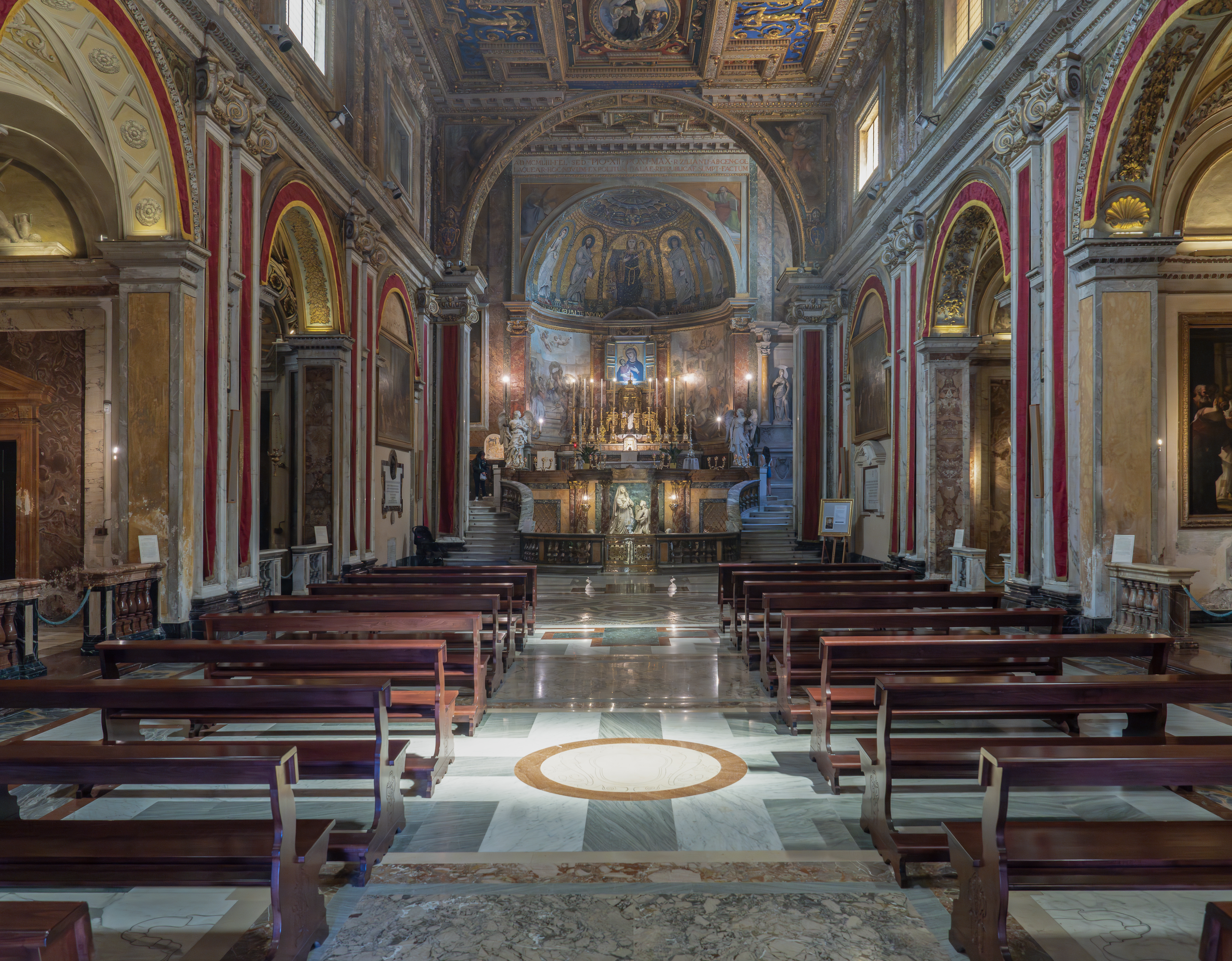
Интерьер церкви
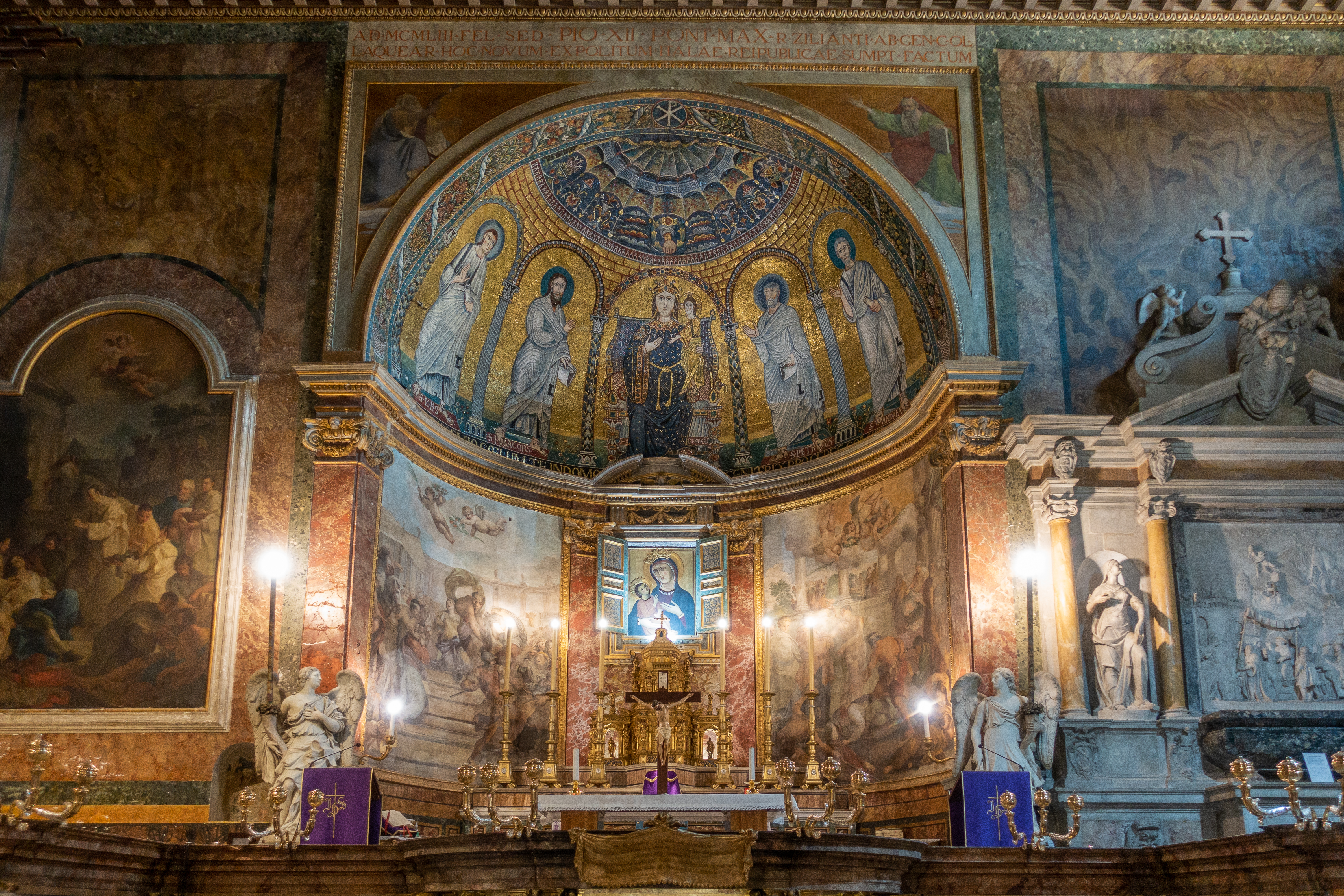
Апсида
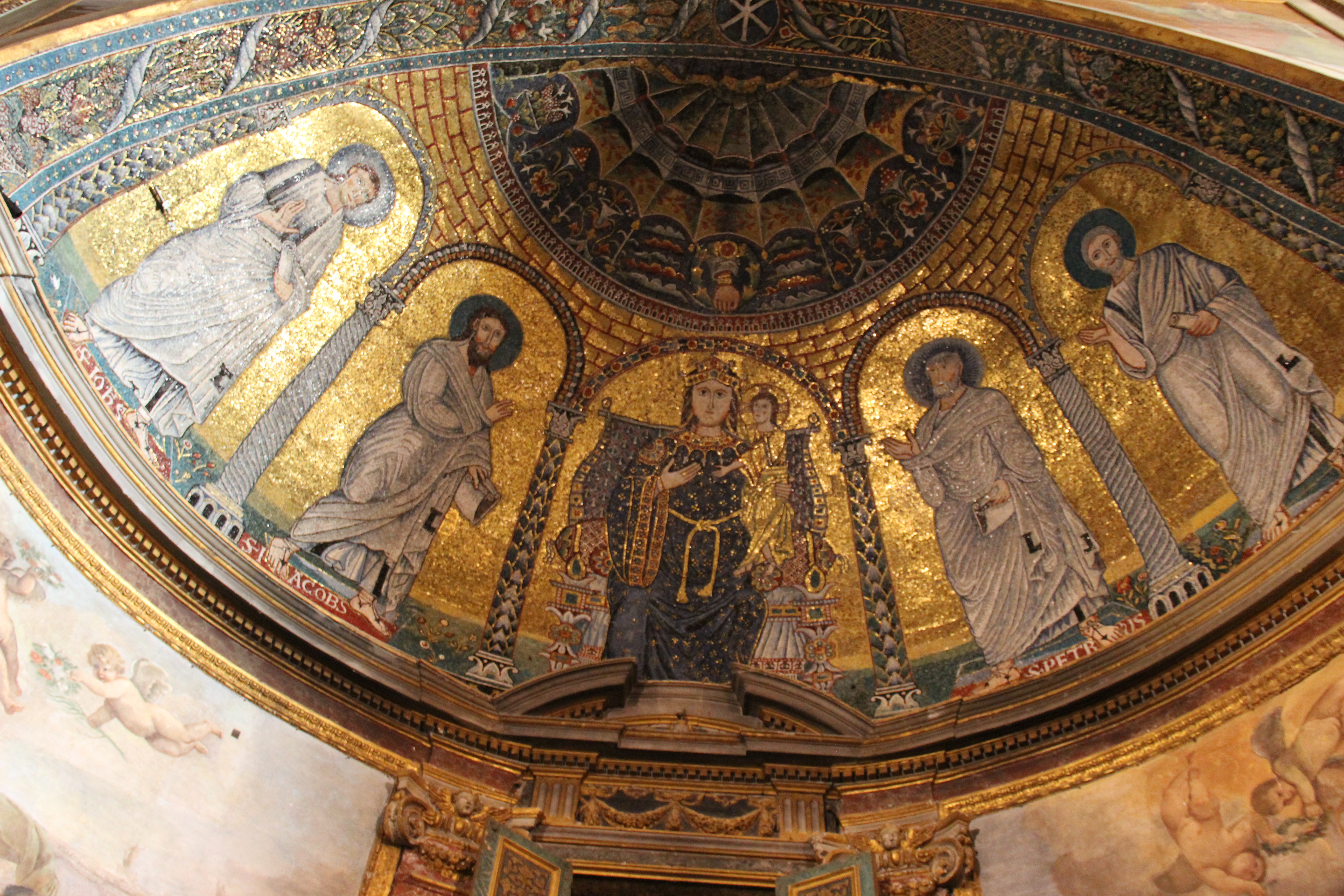
Мозаика конхи апсиды
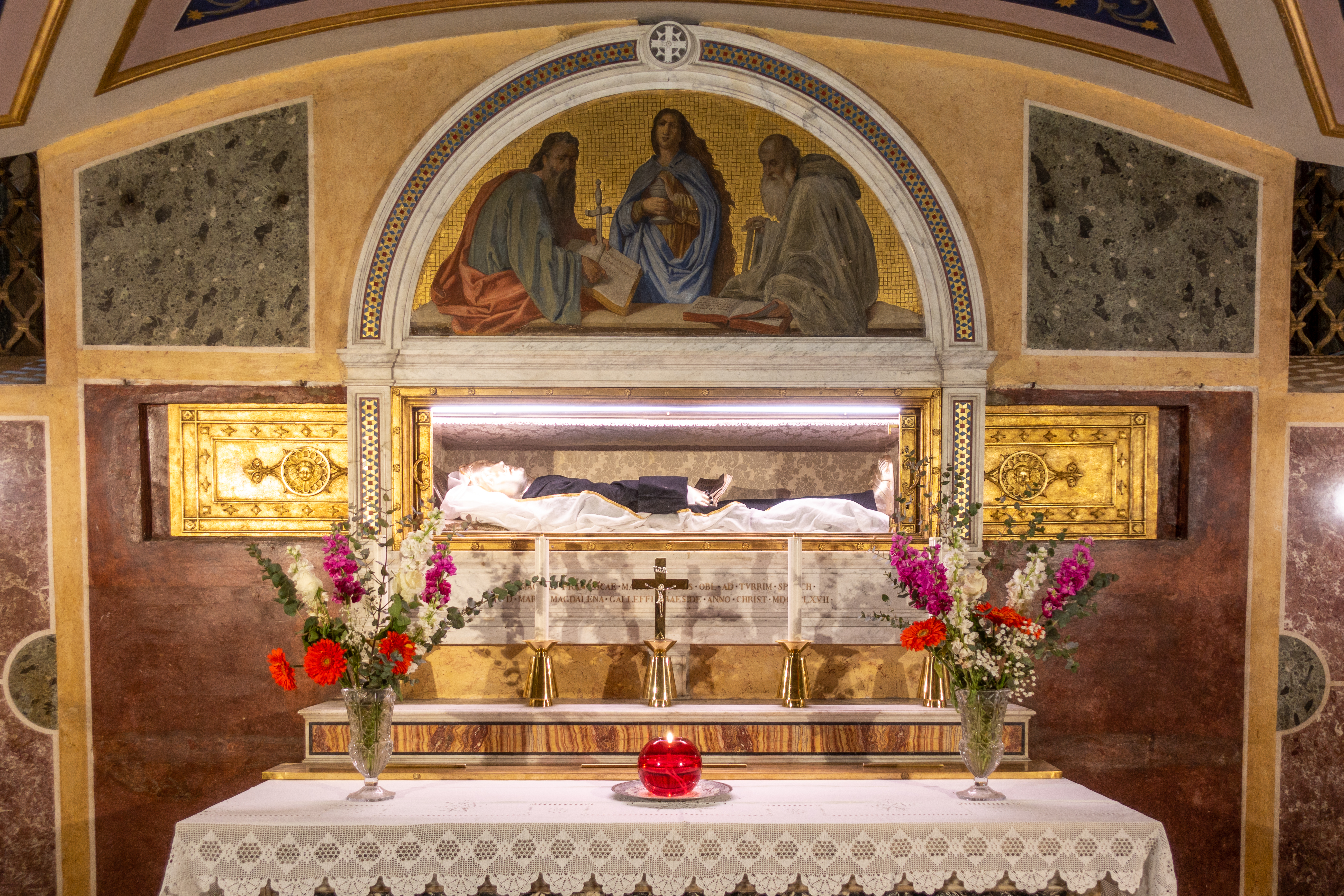
Гробница Святой Франциски Римской
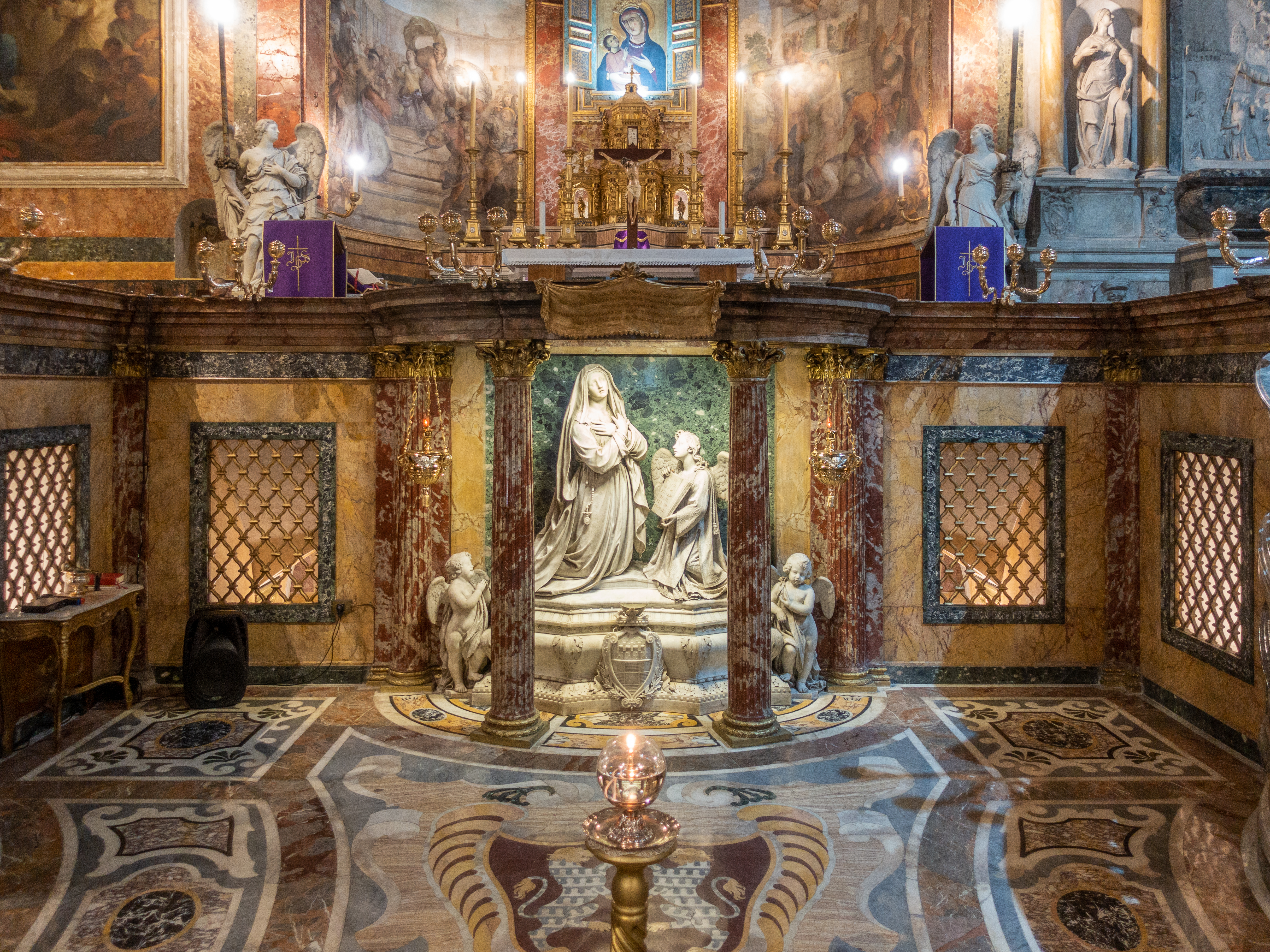
Пресбитерий с композицией Дж. Л. Бернини
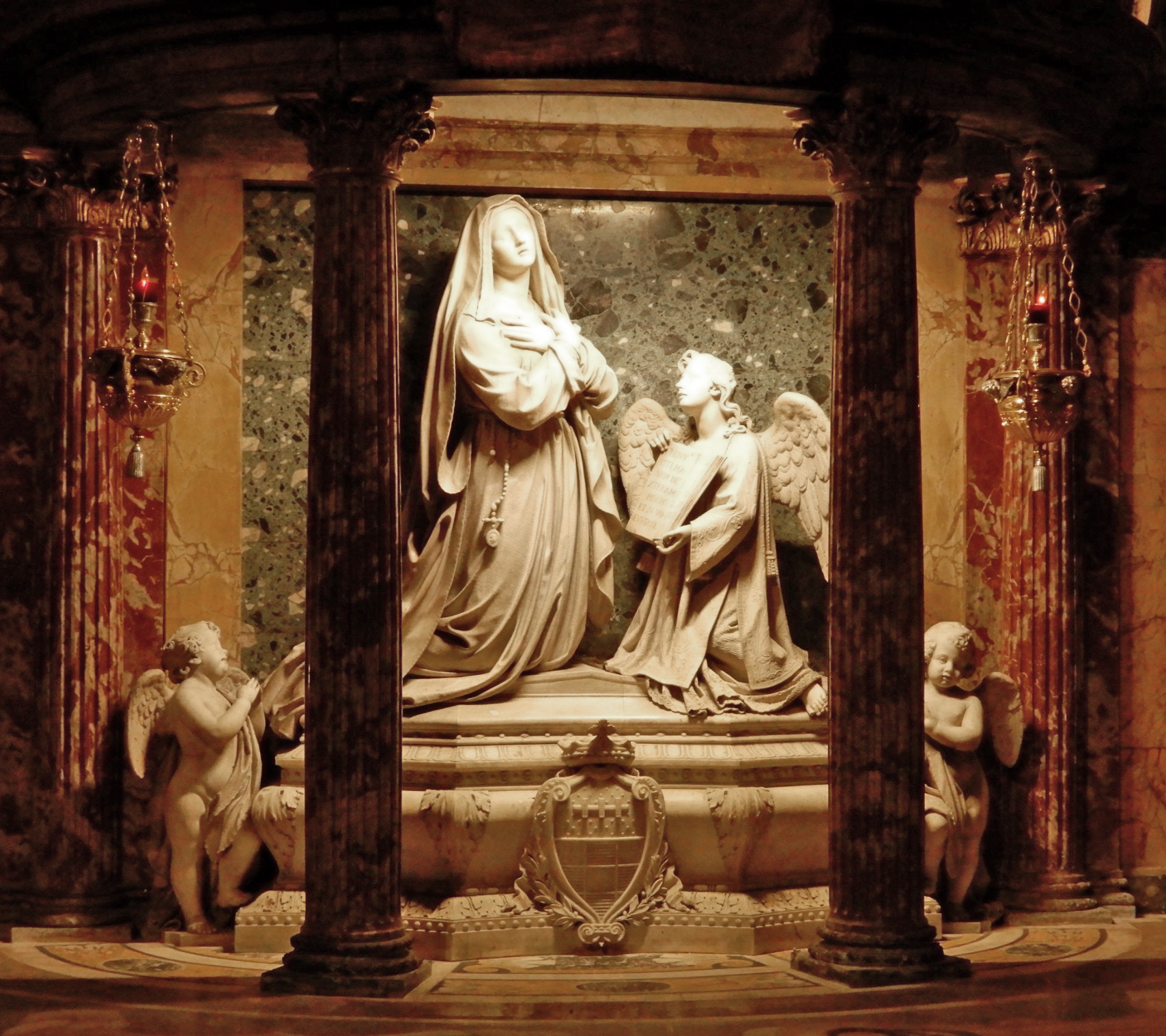
Джованни Лоренцо Бернини. Исповедь святой Франциски Римской. 1644. Мрамор
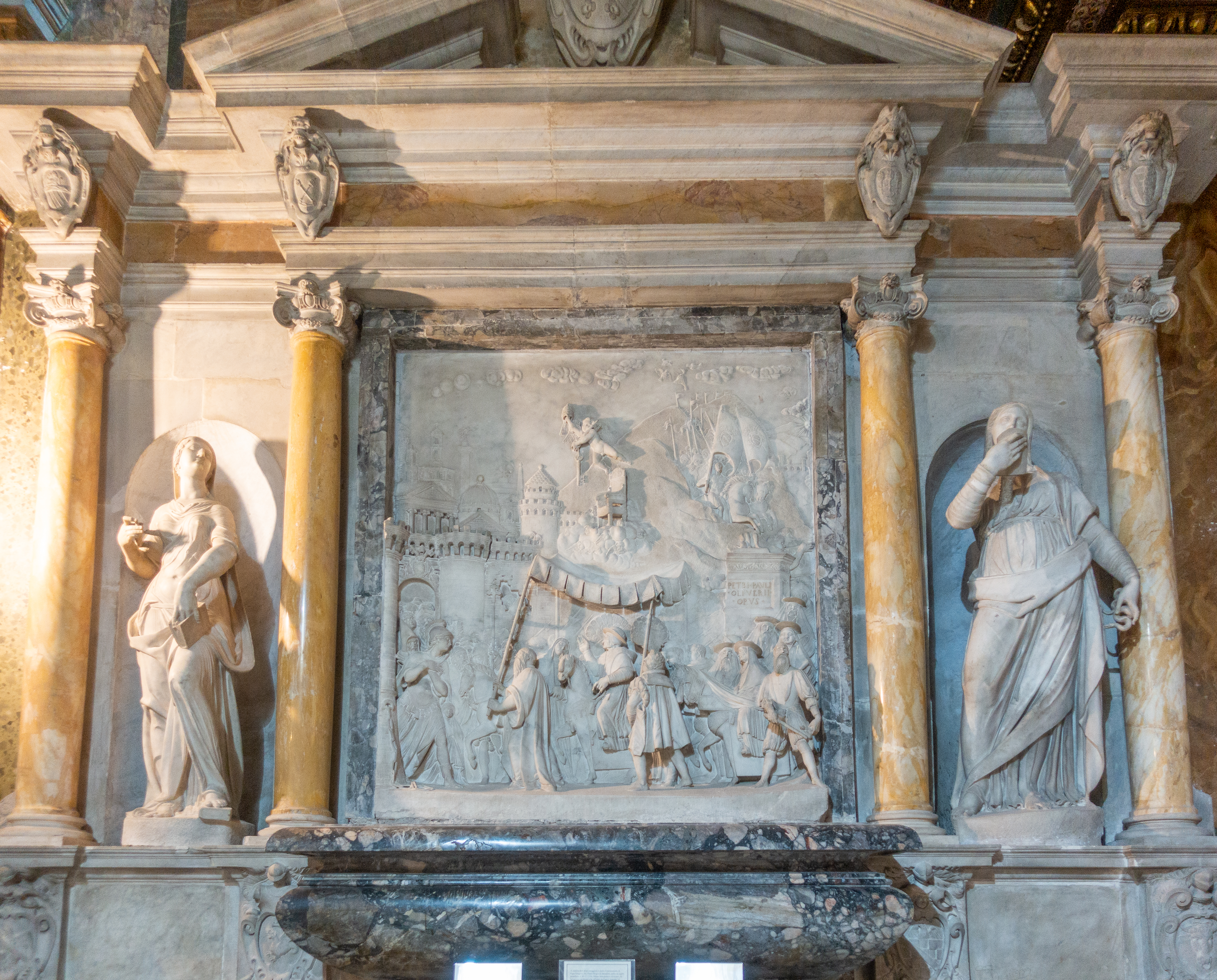
Пьетро Паоло Оливьери. Надгробие папы Григория XI. 1584
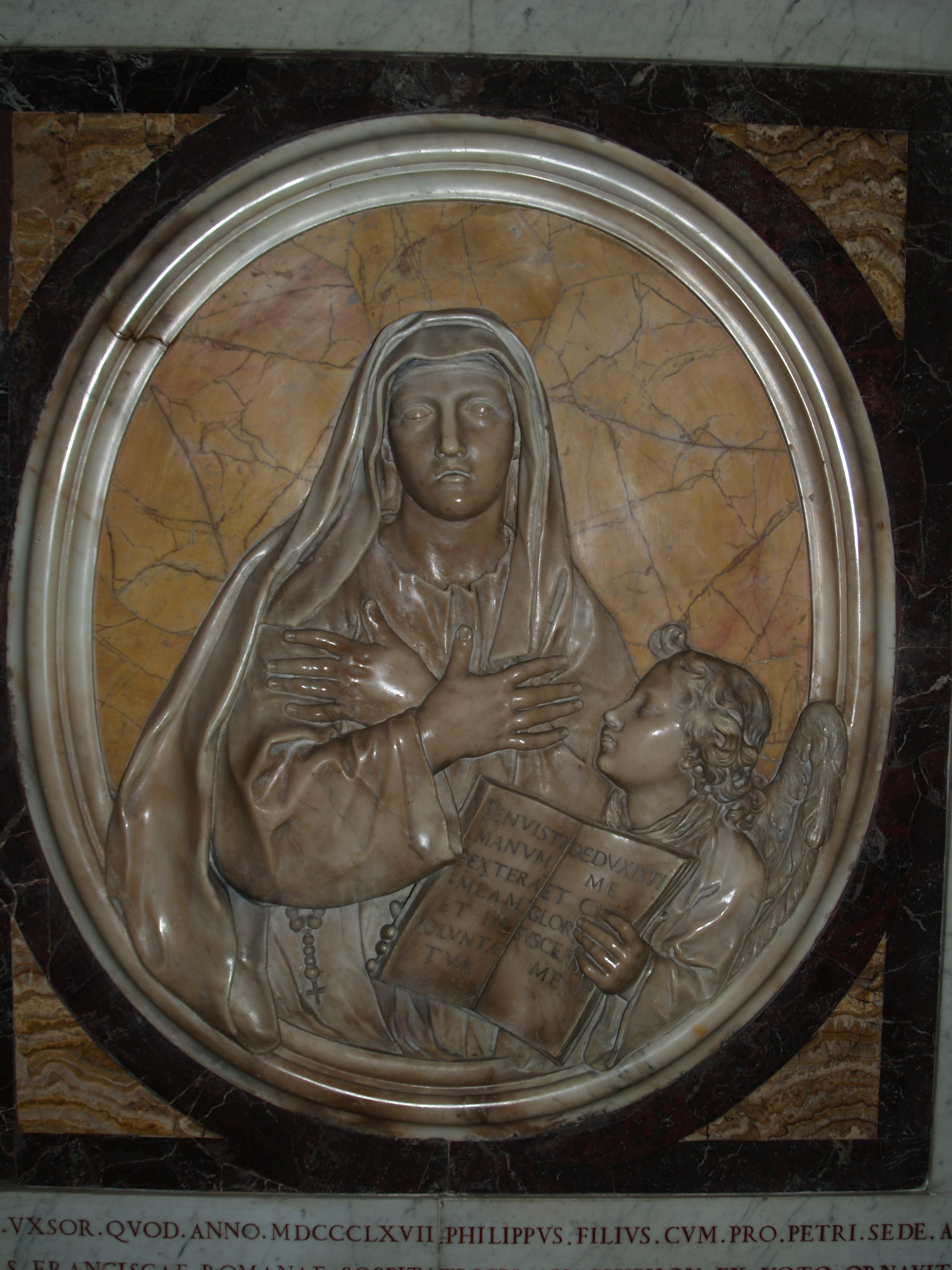
Эрколе Феррата. Святая Франциска Римская и ангел. Крипта
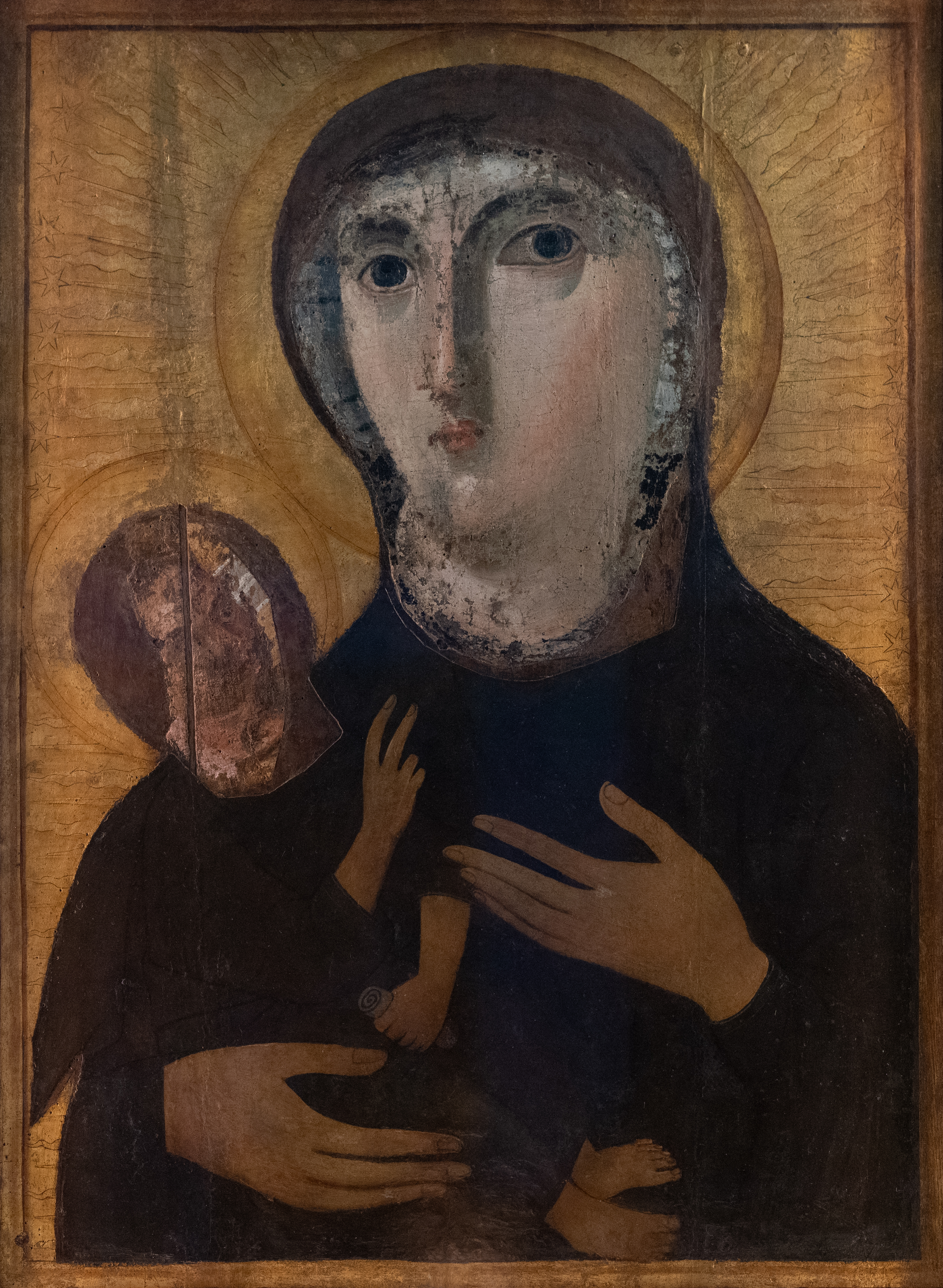
Мадонна Гликофилуса (Сладколюбящая). Нач. V в. Икона итало-критской школы
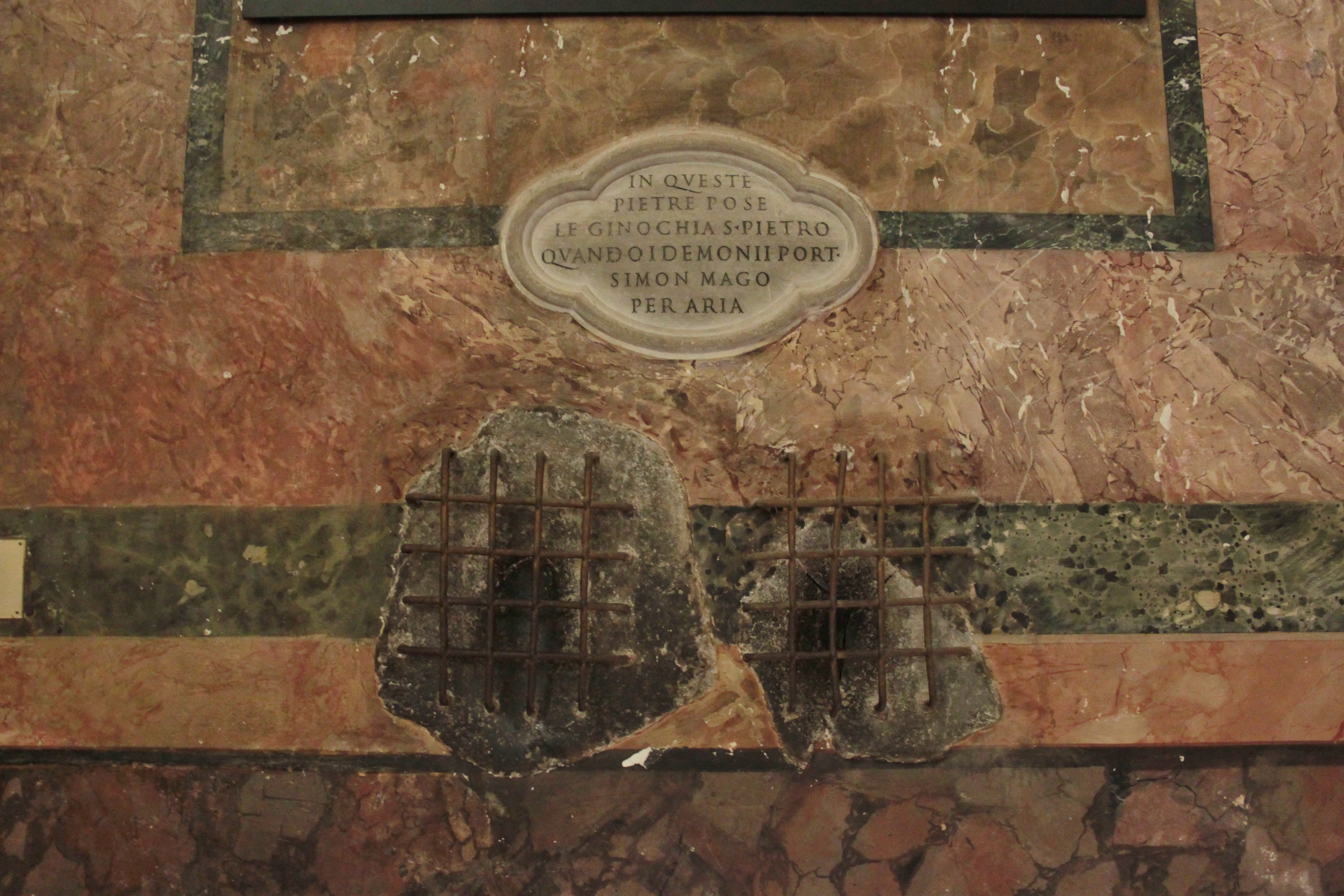
Камень, на котором преклонил колени Святой Петр, низвергая с небес Симона Волхва
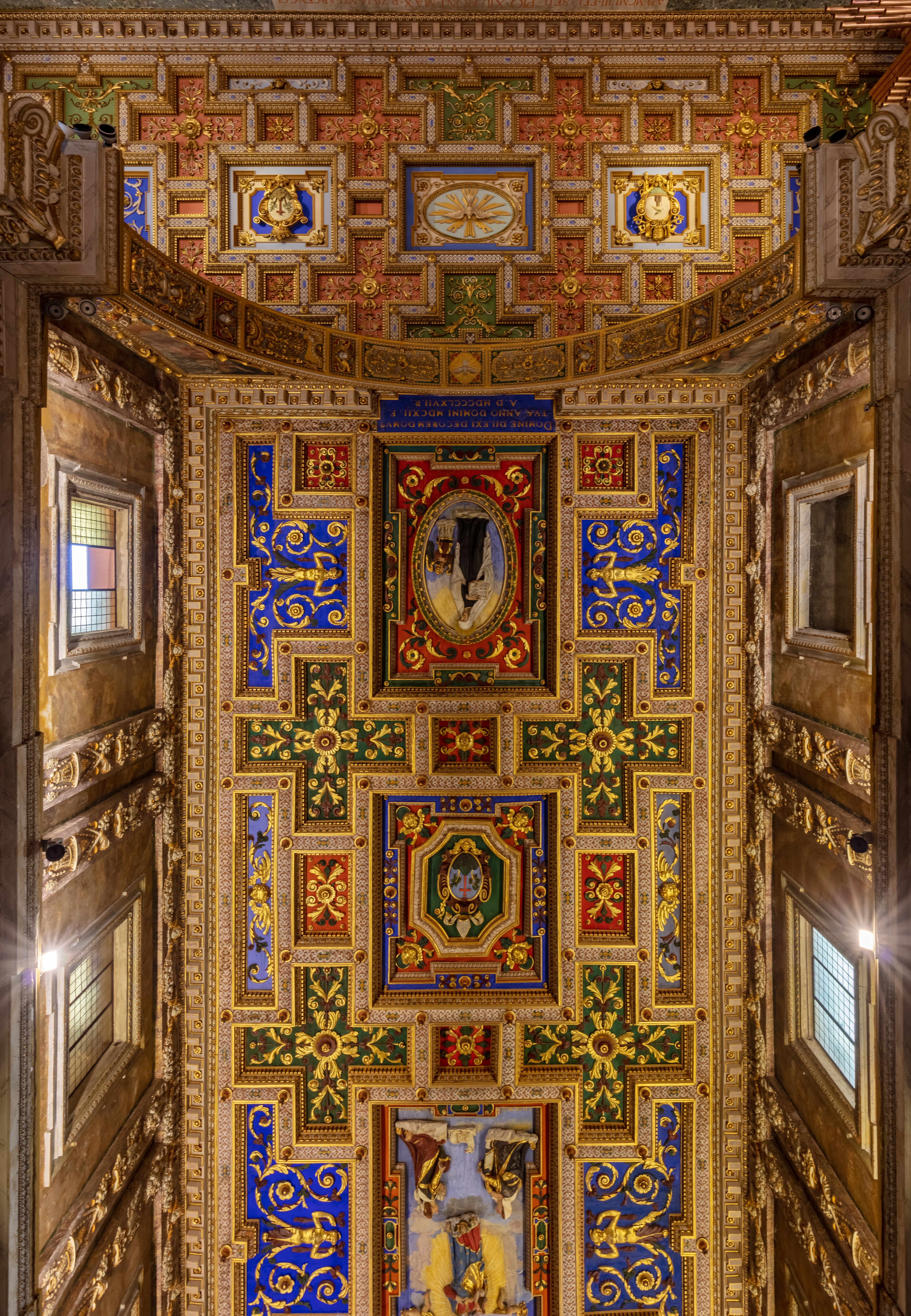
Плафон
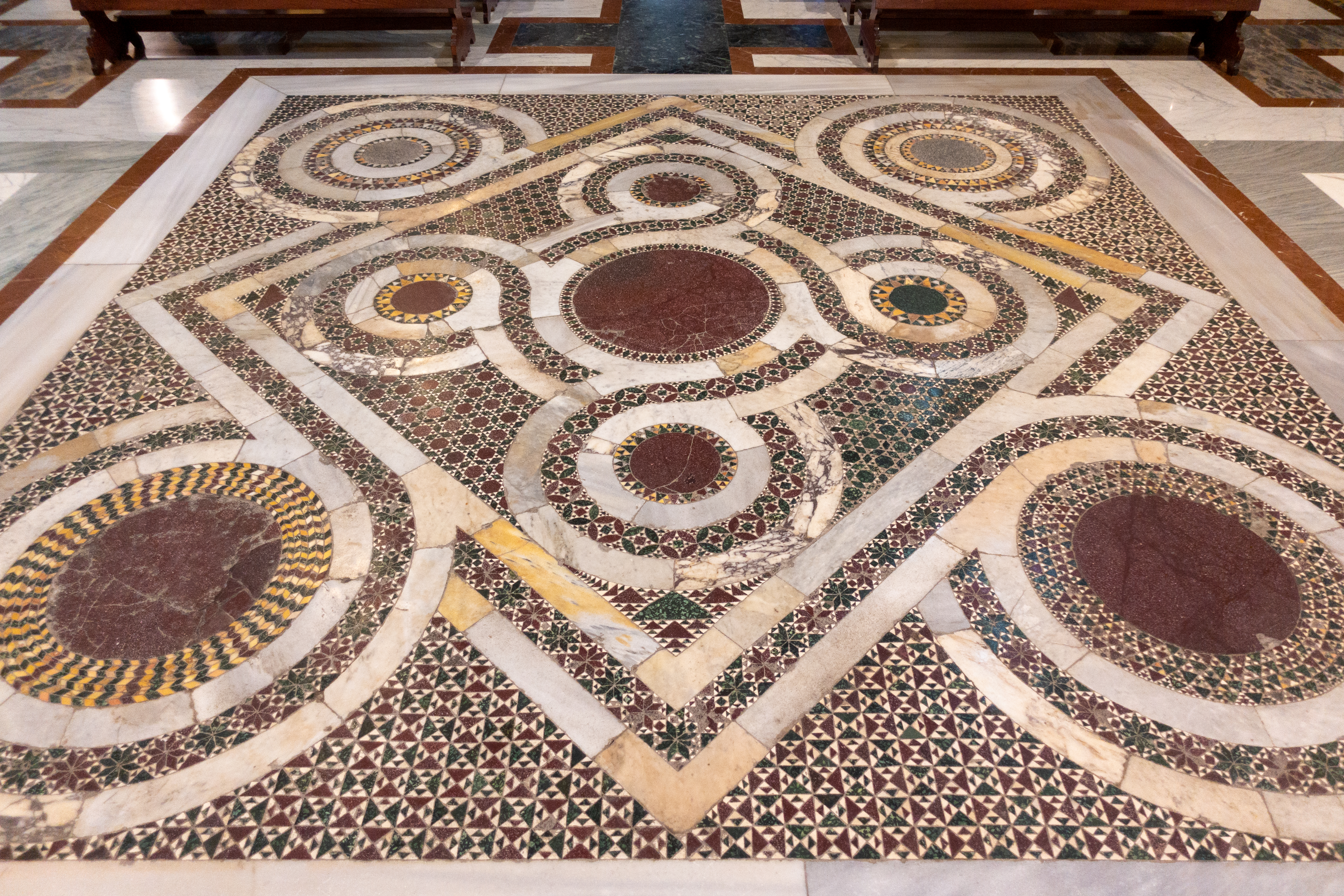
Мозаичный пол Космати